# Vaubadon
Vaubadon è un ex comune francese di 432 abitanti situato nel dipartimento del Calvados nella regione della Normandia. Dal 1º gennaio 2016 è stato accorpato con il comune di Balleroy per formare il comune di Balleroy-sur-Drôme, del quale costituisce comune delegato.

## Società

### Evoluzione demografica
Abitanti censiti